# فهرست فرودگاه‌های یوکان
این مقاله شامل فهرست فرودگاه‌ها و بالگردگاه‌های ایالت یوکان در کشور کانادا است.

## فهرست فرودگاه‌ها و بالگردگاه‌ها
| مکان                    | نام فرودگاه                             | ایکائو | TC موقعیت‌یاب | یاتا | مختصات                                                          |
| ----------------------- | --------------------------------------- | ------ | ------------ | ---- | --------------------------------------------------------------- |
| Beaver Creek            | فرودگاه بیور کریک                       | CYXQ   |              | YXQ  | ۶۲°۲۴′۳۷″ شمالی ۱۴۰°۵۲′۰۳″ غربی / ۶۲٫۴۱۰۲۸°شمالی ۱۴۰٫۸۶۷۵۰°غربی |
| Braeburn Lodge          | فرودگاه برابورن (Cinnamon Bun Airstrip) |        | CEK2         |      | ۶۱°۲۹′۰۴″ شمالی ۱۳۵°۴۶′۳۵″ غربی / ۶۱٫۴۸۴۴۴°شمالی ۱۳۵٫۷۷۶۳۹°غربی |
| Burwash Landing         | فرودگاه برواش                           | CYDB   |              | YDB  | ۶۱°۲۲′۱۴″ شمالی ۱۳۹°۰۲′۲۴″ غربی / ۶۱٫۳۷۰۵۶°شمالی ۱۳۹٫۰۴۰۰۰°غربی |
| Carcross                | فرودگاه کرکروس                          |        | CFA4         |      | ۶۰°۱۰′۲۷″ شمالی ۱۳۴°۴۱′۵۲″ غربی / ۶۰٫۱۷۴۱۷°شمالی ۱۳۴٫۶۹۷۷۸°غربی |
| Carcross                | فرودگاه آبی کرکروس                      |        | CEB7         |      | ۶۰°۱۱′۰۰″ شمالی ۱۳۴°۴۲′۰۰″ غربی / ۶۰٫۱۸۳۳۳°شمالی ۱۳۴٫۷۰۰۰۰°غربی |
| Carmacks                | فرودگاه کرمکس                           |        | CEX4         |      | ۶۲°۰۶′۳۹″ شمالی ۱۳۶°۱۰′۴۲″ غربی / ۶۲٫۱۱۰۸۳°شمالی ۱۳۶٫۱۷۸۳۳°غربی |
| Chapman Lake            | فرودگاه چپمن                            |        | CEZ2         |      | ۶۴°۵۴′۰۰″ شمالی ۱۳۸°۱۶′۰۰″ غربی / ۶۴٫۹۰۰۰۰°شمالی ۱۳۸٫۲۶۶۶۷°غربی |
| Dawson City             | فرودگاه دوسن سیتی                       | CYDA   |              | YDA  | ۶۴°۰۲′۳۲″ شمالی ۱۳۹°۰۷′۴۹″ غربی / ۶۴٫۰۴۲۲۲°شمالی ۱۳۹٫۱۳۰۲۸°غربی |
| Dawson City             | فرودگاه آبی دوسن سیتی                   |        | CEG7         |      | ۶۴°۰۴′۰۰″ شمالی ۱۳۹°۲۶′۰۰″ غربی / ۶۴٫۰۶۶۶۷°شمالی ۱۳۹٫۴۳۳۳۳°غربی |
| Eagle Plains            | فرودگاه دریاچه فینلیسون                 |        | CFT3         |      | ۶۱°۴۱′۲۹″ شمالی ۱۳۰°۴۶′۲۶″ غربی / ۶۱٫۶۹۱۳۹°شمالی ۱۳۰٫۷۷۳۸۹°غربی |
| Eagle Plains            | فرودگاه ویلی                            |        | CAJ2         |      | ۶۶°۲۹′۲۸″ شمالی ۱۳۶°۳۴′۲۴″ غربی / ۶۶٫۴۹۱۱۱°شمالی ۱۳۶٫۵۷۳۳۳°غربی |
| Faro                    | فرودگاه یوکان فارو                      | CZFA   |              | ZFA  | ۶۲°۱۲′۲۷″ شمالی ۱۳۳°۲۲′۳۳″ غربی / ۶۲٫۲۰۷۵۰°شمالی ۱۳۳٫۳۷۵۸۳°غربی |
| Fort Selkirk            | فرودگاه فورت سلکیرک                     |        | CFS3         |      | ۶۲°۴۶′۰۶″ شمالی ۱۳۷°۲۳′۰۵″ غربی / ۶۲٫۷۶۸۳۳°شمالی ۱۳۷٫۳۸۴۷۲°غربی |
| Haines Junction         | فرودگاه هاینس جانکشن                    | CYHT   |              | YHT  | ۶۰°۴۷′۲۱″ شمالی ۱۳۷°۳۲′۴۴″ غربی / ۶۰٫۷۸۹۱۷°شمالی ۱۳۷٫۵۴۵۵۶°غربی |
| Hyland                  | فرودگاه هایلند                          |        | CFT5         |      | ۶۱°۳۱′۲۶″ شمالی ۱۲۸°۱۶′۱۱″ غربی / ۶۱٫۵۲۳۸۹°شمالی ۱۲۸٫۲۶۹۷۲°غربی |
| La Biche River          | فرودگاه لا بیچ ریور                     |        | CFP6         |      | ۶۰°۰۷′۴۵″ شمالی ۱۲۴°۰۲′۵۵″ غربی / ۶۰٫۱۲۹۱۷°شمالی ۱۲۴٫۰۴۸۶۱°غربی |
| Macmillian Pass         | فرودگاه مکمیلان پس                      |        | CFC4         |      | ۶۳°۱۰′۵۲″ شمالی ۱۳۰°۱۲′۰۷″ غربی / ۶۳٫۱۸۱۱۱°شمالی ۱۳۰٫۲۰۱۹۴°غربی |
| Mayo                    | Mayo Airport                            | CYMA   |              | YMA  | ۶۳°۳۶′۵۹″ شمالی ۱۳۵°۵۲′۰۶″ غربی / ۶۳٫۶۱۶۳۹°شمالی ۱۳۵٫۸۶۸۳۳°غربی |
| McQuesten               | فرودگاه مک‌کویستن                        |        | CFP4         |      | ۶۳°۳۶′۰۰″ شمالی ۱۳۷°۳۴′۰۰″ غربی / ۶۳٫۶۰۰۰۰°شمالی ۱۳۷٫۵۶۶۶۷°غربی |
| Minto Mine              | پایگاه هوایی مینتو                      |        | CMN4         |      | ۶۲°۳۶′۱۷″ شمالی ۱۳۷°۱۳′۱۹″ غربی / ۶۲٫۶۰۴۷۲°شمالی ۱۳۷٫۲۲۱۹۴°غربی |
| Ogilvie River           | پایگاه هوایی اووگلوی                    |        | CFS4         |      | ۶۵°۴۰′۰۰″ شمالی ۱۳۸°۰۷′۰۰″ غربی / ۶۵٫۶۶۶۶۷°شمالی ۱۳۸٫۱۱۶۶۷°غربی |
| Old Crow                | فرودگاه اولد کرو                        | CYOC   |              | YOC  | ۶۷°۳۴′۱۴″ شمالی ۱۳۹°۵۰′۲۱″ غربی / ۶۷٫۵۷۰۵۶°شمالی ۱۳۹٫۸۳۹۱۷°غربی |
| Pelly Crossing          | فرودگاه پلی کراسینگ                     |        | CFQ6         |      | ۶۲°۵۰′۱۵″ شمالی ۱۳۶°۳۱′۴۰″ غربی / ۶۲٫۸۳۷۵۰°شمالی ۱۳۶٫۵۲۷۷۸°غربی |
| Pine Lake               | پایگاه هوایی پاین لیک                   |        | CFY5         |      | ۶۰°۰۶′۱۱″ شمالی ۱۳۰°۵۶′۰۱″ غربی / ۶۰٫۱۰۳۰۶°شمالی ۱۳۰٫۹۳۳۶۱°غربی |
| Ross River              | فرودگاه رودخانه راس                     | CYDM   |              | YDM  | ۶۱°۵۸′۱۴″ شمالی ۱۳۲°۲۵′۲۰″ غربی / ۶۱٫۹۷۰۵۶°شمالی ۱۳۲٫۴۲۲۲۲°غربی |
| Silver City             | فرودگاه سیلور سیتی                      |        | CFQ5         |      | ۶۱°۰۱′۴۴″ شمالی ۱۳۸°۲۴′۲۷″ غربی / ۶۱٫۰۲۸۸۹°شمالی ۱۳۸٫۴۰۷۵۰°غربی |
| Teslin                  | فرودگاه تسلین                           | CYZW   |              | YZW  | ۶۰°۱۰′۲۳″ شمالی ۱۳۲°۴۴′۳۰″ غربی / ۶۰٫۱۷۳۰۶°شمالی ۱۳۲٫۷۴۱۶۷°غربی |
| Tincup Wilderness Lodge | فرودگاه آبی تینکاپ لیک                  |        | CEF9         |      | ۶۱°۴۴′۵۶″ شمالی ۱۳۹°۱۴′۴۵″ غربی / ۶۱٫۷۴۸۸۹°شمالی ۱۳۹٫۲۴۵۸۳°غربی |
| Twin Creeks             | فرودگاه توئین کریکس                     |        | CFS7         |      | ۶۲°۳۷′۱۰″ شمالی ۱۳۱°۱۶′۱۳″ غربی / ۶۲٫۶۱۹۴۴°شمالی ۱۳۱٫۲۷۰۲۸°غربی |
| Watson Lake             | فرودگاه واتسون لیک                      | CYQH   |              | YQH  | ۶۰°۰۶′۵۹″ شمالی ۱۲۸°۴۹′۲۱″ غربی / ۶۰٫۱۱۶۳۹°شمالی ۱۲۸٫۸۲۲۵۰°غربی |
| Watson Lake             | فرودگاه واتسون لیک واتر                 |        | CEJ9         |      | ۶۰°۰۷′۰۰″ شمالی ۱۲۸°۴۷′۰۰″ غربی / ۶۰٫۱۱۶۶۷°شمالی ۱۲۸٫۷۸۳۳۳°غربی |
| Whitehorse              | فرودگاه بین‌المللی اریک نیلسون وایتهورس  | CYXY   |              | YXY  | ۶۰°۴۲′۳۴″ شمالی ۱۳۵°۰۴′۰۸″ غربی / ۶۰٫۷۰۹۴۴°شمالی ۱۳۵٫۰۶۸۸۹°غربی |
| Whitehorse              | فرودگاه وایتهورس واتر                   |        | CEZ5         |      | ۶۰°۴۱′۲۸″ شمالی ۱۳۵°۰۲′۱۳″ غربی / ۶۰٫۶۹۱۱۱°شمالی ۱۳۵٫۰۳۶۹۴°غربی |
| Whitehorse              | فرودگاه وایتهورس - کازینز               |        | CFP8         |      | ۶۰°۴۸′۲۹″ شمالی ۱۳۵°۱۰′۳۸″ غربی / ۶۰٫۸۰۸۰۶°شمالی ۱۳۵٫۱۷۷۲۲°غربی |

- Airports names marked in bold are part of the National Airports System (Canada)
- Alternate names are shown in parentheses 

## فرودگاه‌های ازبین‌رفته
| مکان            | نام فرودگاه                       | ایکائو | TC موقعیت‌یاب | یاتا | مختصات                                                          |
| --------------- | --------------------------------- | ------ | ------------ | ---- | --------------------------------------------------------------- |
| Faro            | فرودگاه آبی فارو جانسون لیک       |        | CFC9         |      | ۶۲°۱۲′۱۲″ شمالی ۱۳۳°۲۳′۳۳″ غربی / ۶۲٫۲۰۳۳۳°شمالی ۱۳۳٫۳۹۲۵۰°غربی |
| Haines Junction | فرودگاه آبی هاینس جانکشن/پاین لیک |        | CFE8         |      | ۶۰°۴۸′۱۰″ شمالی ۱۳۷°۲۹′۲۷″ غربی / ۶۰٫۸۰۲۷۸°شمالی ۱۳۷٫۴۹۰۸۳°غربی |
| Teslin          | فرودگاه آبی تسلین                 |        | CEE9         |      | ۶۰°۱۰′۰۰″ شمالی ۱۳۲°۴۶′۰۰″ غربی / ۶۰٫۱۶۶۶۷°شمالی ۱۳۲٫۷۶۶۶۷°غربی |